# Blagodarniji járás

A Blagodarniji járás a Sztavropoli határterületen

A Blagodarniji járás (oroszul Благодарненский муниципальный район) Oroszország egyik járása a Sztavropoli határterületen. Székhelye Blagodarnij.

## Népesség
- 1989-ben 54 211 lakosa volt.
- 2002-ben 66 172 lakosa volt.
- 2010-ben 62 047 lakosa volt, melyből 50 382 orosz, 3 392 cigány, 1 550 örmény, 1 392 türkmén, 1 043 török, 937 dargin, 426 azeri, 324 ukrán, 292 tabaszaran, 221 asszír, 210 lezg, 179 csecsen, 173 tatár, 169 ezid, 154 avar, 131 fehérorosz, 112 német, 109 kumik, 57 nogaj, 46 görög, 44 oszét, 43 lak, 39 koreai, 36 grúz, 34 kabard, 32 ingus, 28 moldáv stb.